# Стьернесунн, Теа Луиза
Теа Луиза Стьернесунн (норв. Thea Louise Stjernesund; род. 24 ноября 1996, Лёренскуг, Акерсхус) — норвежская горнолыжница, специализирующаяся на слаломных дисциплинах. Чемпионка мира 2021 года в командном первенстве.

## Спортивная карьера
Теа Луиза Стьернесунн представляла Норвегию на юниорских чемпионатах мира 2016 и 2017 годов. В 2016 году она стала бронзовым призёром в командном первенстве, а лучшим индивидуальным результатом стало 8-е место, показанное в гигантском слаломе год спустя.
Дебют норвежки в рамках горнолыжного Кубка мира состоялся 27 октября 2018 года на этапе в Зёльдене — в гигантском слаломе, показав 2-е время во втором спуске, в финишном протоколе она стала 9-й. Лучшими результатами на этапах мирового Кубка Стьернесунн показала в параллельных дисциплинах: в январе 2020 года в параллельном гигантском слаломе в Сестриере она стала 7-й, а в ноябре того же года в Цюрсе — 6-й в параллельном слаломе.
На чемпионате мира 2019 года приняла участие в двух видах соревнований: в гигантском слаломе по сумме двух заездов стала 18-й, а в составе норвежской команды не преодолела четвертьфинальную стадию.
Два года спустя на мировом первенстве в Кортина-д’Ампеццо Стьернесунн не смогла преодолеть квалификацию в соревнованиях по параллельному гигантскому слалому, проводившихся на чемпионатах мира впервые в истории, после 35-го места в первом заезде гигантского слалома отказалась от дальнейшего участия в этой дисциплине, а в слаломе финишировала на итоговом 22-м месте. В командном первенстве сборная Норвегии, вопреки многочисленным травмам, завоевала золотые медали чемпионата мира; большой вклад в эту победу внесла Теа Луиза — она выиграла все 4 своих заезда в рамках этой дисциплины.
На чемпионате мира 2025 года заняла 4-е место в гигантском слаломе, проиграв всего 0,01 сек в борьбе за бронзу.

## Результаты

### Чемпионаты мира
| Чемпионат мира         | Скоростной спуск | Супергигант | Гигантский слалом | Слалом | Комбинация | Команды | Паралл. гигантский слалом |
| ---------------------- | ---------------- | ----------- | ----------------- | ------ | ---------- | ------- | ------------------------- |
| 2019 Оре               | —                | —           | 18                | —      | —          | 5       | н/д                       |
| 2021 Кортина-д’Ампеццо | —                | —           | DNS2              | 22     | —          | 1       | BQLF                      |
| 2023 Мерибель          | —                | —           | 8                 | 13     | —          | 2       | 3                         |
| 2025 Зальбах           | —                | —           | 4                 | DNF1   | —          | 7       | н/д                       |

### Кубок мира
Результаты сезонов
| Сезон | Возраст | Общий зачёт | Слалом | Гигантский слалом | Супергигант | Скоростной спуск | Параллельные дисциплины | Комбинация |
| ----- | ------- | ----------- | ------ | ----------------- | ----------- | ---------------- | ----------------------- | ---------- |
| 2019  | 22      | 49          | 52     | 13                | —           | —                | —                       | —          |
| 2020  | 23      | 44          | 27     | 24                | —           | —                | —                       | 14         |
| 2021  | 24      | 54          | 26     | —                 | —           | —                | —                       | 6          |

### Подиумы на этапах Кубка мира (4)
| № | Сезон   | Дата        | Место проведения | Дисциплина          | Место | Отчёт |
| - | ------- | ----------- | ---------------- | ------------------- | ----- | ----- |
| 1 | 2021/22 | 13 ноя 2021 | Цюрс             | Параллельный слалом | 2     |       |
| 2 | 2022/23 | 19 мар 2023 | Сольдеу          | Гигантский слалом   | 2     |       |
| 3 | 2023/24 | 17 мар 2024 | Зальбах          | Гигантский слалом   | 3     |       |
| 4 | 2024/25 | 21 фев 2025 | Сестриере        | Гигантский слалом   | 3     |       |